# Katja Mast
Katja Mast (ur. 4 lutego 1971 w Offenburgu) – niemiecka polityk, działaczka Socjaldemokratycznej Partii Niemiec (SPD), deputowana do Bundestagu, od 2025 parlamentarna sekretarz stanu w Federalnym Ministerstwie Pracy i Spraw Społecznych.

## Życiorys
W latach 1977–1992 uczęszczała do szkoły podstawowej, a następnie do gimnazjum ekonomicznego, gdzie uzyskała świadectwo dojrzałości. Równolegle odbyła kształcenie zawodowe w zawodzie bankowca. W latach 1992–1999 studiowała biologię, geografię, nauki polityczne oraz pedagogikę na Uniwersytecie w Heidelbergu, kończąc studia zdaniem pierwszego państwowego egzaminu nauczycielskiego. W latach 1999–2003 pracowała w Instytucie Komunikacji Organizacyjnej (IFOK), a następnie w latach 2003–2005 jako referentka ds. strategii personalnej w Deutsche Bahn AG w Berlinie.
Członkini SPD od 1994 roku; wcześniej zaangażowana w działalność organizacji młodzieżowej Jusos. W latach 2011–2016 pełniła funkcję sekretarz generalnej SPD w Badenii-Wirtembergii, a w latach 2014–2018 była przewodniczącą krajowej grupy parlamentarnej SPD z tego landu.
W 2005 po raz pierwszy uzyskała mandat posłanki do Bundestagu. Z powodzeniem ubiegała się o reelekcję w latach 2009, 2013, 2017, 2021 i 2025. W okresie od stycznia 2014 do grudnia 2017 była rzeczniczką frakcji SPD ds. pracy i polityki społecznej, a od grudnia 2017 do grudnia 2021 zastępczynią przewodniczącego frakcji. Od 9 grudnia 2021 roku pełni funkcję pierwszej parlamentarnej sekretarz frakcji SPD w Bundestagu.
Należy do związków zawodowych IGBCE i EVG oraz do organizacji Naturfreunde Dietlingen. Jest patronką centrum kompetencji dla samotnych rodziców w Pforzheimie, domu wielopokoleniowego w Mühlacker oraz stowarzyszenia wspierającego schronisko dla kobiet w Pforzheimie.